# 흑산초등학교 홍도분교
흑산초등학교 홍도분교는 대한민국 전라남도 신안군에 있는 공립 초등학교이다.

## 학교 연혁
- 1949년 3월 15일 홍도공립국민학교 설립 인가
- 1949년 6월 12일 홍도공립국민학교 개교
- 일자미상 홍도국민학교 개칭
- 1983년 3월 1일 흑산신흥국민학교 본교 분교장 격하 편입
- 1990년 3월 1일 흑산국민학교 홍도분교장 격하 편입, 신흥분교장 이관
- 1996년 3월 1일 흑산초등학교 홍도분교 개칭

## 참고 자료
- 흑산초등학교홍도분교장 - 한국교육학술정보원 학교알리미